# Syzygium inophylloides
Syzygium inophylloides är en myrtenväxtart som först beskrevs av Asa Gray, och fick sitt nu gällande namn av Carl Müller. Syzygium inophylloides ingår i släktet Syzygium och familjen myrtenväxter. Inga underarter finns listade i Catalogue of Life.